# Bulbophyllum ortalis
Bulbophyllum ortalis är en orkidéart som beskrevs av Jaap J. Vermeulen. Bulbophyllum ortalis ingår i släktet Bulbophyllum och familjen orkidéer. Inga underarter finns listade i Catalogue of Life.